# Municipio de Texas (Misuri)
El municipio de Texas (en inglés: Texas Township) es un municipio ubicado en el condado de Dent en el estado estadounidense de Misuri. En el año 2010 tenía una población de 894 habitantes y una densidad poblacional de 6,44 personas por km².

## Geografía
El municipio de Texas se encuentra ubicado en las coordenadas 37°33′37″N 91°41′12″O / 37.56028, -91.68667. Según la Oficina del Censo de los Estados Unidos, el municipio tiene una superficie total de 138.87 km², de la cual 138,69 km² corresponden a tierra firme y (0,13 %) 0,18 km² es agua.

## Demografía
Según el censo de 2010, había 894 personas residiendo en el municipio de Texas. La densidad de población era de 6,44 hab./km². De los 894 habitantes, el municipio de Texas estaba compuesto por el 96,09 % blancos, el 1,34 % eran afroamericanos, el 0,67 % eran amerindios, el 0,22 % eran asiáticos, el 0,11 % eran de otras razas y el 1,57 % eran de una mezcla de razas. Del total de la población el 0,78 % eran hispanos o latinos de cualquier raza.